# Vigilancia epistemológica
Vigilancia epistemológica es la acción examinadora realizada por diversos agentes (inspección educativa, organizaciones científicas, colegios profesionales...) cuyo objetivo es controlar que el saber que se enseña en las escuelas no se desvía en lo sustancial del saber erudito o científico. Se trata de evitar deformaciones producidas por la transposición didáctica y garantizar la calidad de la enseñanza.
La vigilancia epistémica puede ser peligrosa en la medida que se podría conservar un dogma, momificando conceptos y no posibilitando su constante renovación, sería por así decirlo un trabajo casi que religioso, poniendo en riesgo la no difusión de teorías contrarias o de cambios que se hayan suscitado y que sean pertinentes.
La noción de “Vigilancia Epistemológica” se vincula con la idea de restitución de la fuerza  heurística de los conceptos, por un lado. Por otra parte, tiene que ver con la coherencia teórica que guarda el investigador con su propia línea de pensamiento, desde el cual debe identificar en su práctica investigativa cuál es el error, y dentro de su marco teórico buscar y aplicar los mecanismos metodológicos que le permitan superar los obstáculos presentados.  Retomando a Chevallard,  esta vigilancia permitiría captar la lógica del error para construir luego la lógica del descubrimiento de la verdad como polémica contra el error y así sucesiva y permanentemente con las nuevas, propensas e inestables verdades (Siempre relativas y plausibles de devenir errores). Finalmente, se vincula con la capacidad de traspolar conceptos  y métodos a otros trabajos de investigación, con el objetivo de que al ser arrancados de su contexto original, puedan adquirir nuevos usos. 
El ejercicio de la vigilancia epistemológica debe ser constante y tendiente a subordinar uso de técnicas y conceptos a un examen continuo sobre las condiciones y los límites de su validez. Es decir que la coherencia es tal precisamente porque se repiensa. La Vigilancia Epistemológica no implica aferrarse a una obediencia incondicional a un Organon de reglas lógicas (”Clausura Prematura”).  Antes bien, es preciso reconocer que  existe una disponibilidad semántica en los conceptos, lo que constituye una de las condiciones del conocimiento.

## Riesgos del desplazamiento de la vigilancia epistemológica
Los problemas del desplazamiento de la vigilancia epistemológica surgen cuando  el científico sobredimensiona su pertenencia particular a un marco teórico con respecto a la disciplina en la cual este se inserta. Es decir, que el desplazamiento puede llegar a ser extremo pero sin embargo el científico no haber dejado de ser coherente. Lo que resulta inaceptable es que su desplazamiento epistemológico lo lleve a burlar el acuerdo epistemológico que subyace en la disciplina a la cual es afín el científico. 
El Desplazamiento no genera problemas si se lo entiende  como una búsqueda transmutable de rigores relativos y específicos, desde la teoría de Chevallard, quien entiende a la Verdad como una “Teoría del Error Rectificado”. Detener la vigilancia es aplicar excesivamente la metodología, así también el uso de instrumentos y apoyos sin verificar con antelación las condiciones bajo las cuales éstos se aplican. La clave es la Coherencia, dentro del mismo sistema “Método / Metodología”. Coherencia dinámica y polisémica. “El hecho científico se conquista, construye y comprueba” (Vd. Chevallard)